# Miguel Gómez Sánchez
Miguel Gómez Sánchez (Barcelona, 1936 - València, 24 de març de 2011) fou un alpinista valencià, va ser cap d'expedició del primer huit mil valencià al Nanga Parbat en 1986. En paraules de Pedro J. Notario, Miguel Gómez fou l'alpinista més notable que ha donat el País Valencià.

## Biografia
De ben jove va enrolar-se al Frente de Juventudes, i l'any 1954 feu la seua primera eixida amb la Falange a l'Alberg d'Alboraig. L'estiu d'aquell mateix any va conèixer Rafael Cebrián, que visitava el Campament Provincial d'Alta Muntanya a l'Hospital de Viella, amb qui faria amistat, gràcies a la qual deixà la Falange per a entrar al Centre Excursionista de València.
Fou un dels valencians pioners en l'escalada, al Penyal d'Ifac va obrir el 1959 la popular via d'escalada Los Valencianos amb els escaladors de l'època Antonio Martí, Ángel Tébar, i Rafael Cebrián i l'any 1977 la clàssica via Gómez-Cano amb Víctor Cano. En l'etapa patagona, del 23 de novembre de 1963 al 6 de gener de 1964 va formar part de la primera travessa integral del camp de gel patagó nord, liderada per l'himalaista anglés Eric Shipton, i els dos xilens, Eduardo García i Cedomir Marangunic.
Del 1968 al 1979 va ser guarda del Refugi d'Estós, al Pirineu Aragonès.
La dècada de 1970 va iniciar una intensa activitat andinista, amb, entre d'altres, els alpinistes catalans Jordi Pons, Francesc Guillamon o Josep Manuel Anglada. L'any 1972 fou cap de l'expedició del Centre Excursionista de València als Andes visitant a Xile les zones del Tupungato i a l'Argentina l'Aconcagua. La cordada que va fer el Cim de l'Aconcagua per la cara sud, estava formada per Miguel Gómez, Ángel Tebar, Amadeu Botella i Antoni Martí, i sols havia estat realitzada en quatre ocasions anteriors, i mai amb una sola temptativa sense equip de suport.
Amb l'alpinista murcià Miguel Ángel García Gallego obre l'any 1980 la via d'escalada Mediterráneo, a la Paret del Diamant del Mont Kenya, i el 1982 passa quatre mesos intentant acabar el Fitz Roy amb José Luis i Manolo del Castillo. L'any 1988, com a cap de l'expedició, van intentar fer cim al Makalu per l'aresta sud-est, sense aconseguir fer el cim.

## Cims i travesses
- Aconcagua, (Sud Amèrica, febrer de 1972)
- Mont Kenya, (Àfrica, 1980)
- Nanga Parbat, (Àsia, 15 d'agost de 1986)[10]